# Gracilariales
Ordre
Les Gracilariales sont un ordre d'algues rouges de la sous-classe des Rhodymeniophycidae, dans la classe des Florideophyceae. 

## Liste des familles
Selon AlgaeBase (21 mars 2019) :
- famille des Gracilariaceae Nägeli

Selon ITIS (21 mars 2019), NCBI (21 mars 2019) et World Register of Marine Species (21 mars 2019) :
- famille des Gracilariaceae Nägeli, 1847
- famille des Pterocladiophilaceae Fan & Papenfuss, 1959